# Кобіуца
Кобіуца (рум. Cobiuța) — село у повіті Димбовіца в Румунії. Входить до складу комуни Кобія.
Село розташоване на відстані 73 км на північний захід від Бухареста, 16 км на південний захід від Тирговіште, 131 км на північний схід від Крайови, 96 км на південь від Брашова.

## Населення
За даними перепису населення 2002 року у селі проживали 267 осіб, усі — румуни. Усі жителі села рідною мовою назвали румунську.